# Enrico D'Aniello
Enrico D'Aniello, né le 6 décembre 1995 à Castellammare di Stabia, est un rameur italien.
C'est le barreur du 8 italien.